# Bistum Sindhudurg
Das Bistum Sindhudurg (lat.: Dioecesis Sindhudurgiensis) ist eine römisch-katholische Diözese in Indien. Es ist die einzige Suffragandiözese des Erzbistums Goa und Daman. Das Bistum besteht aus den Distrikten Sindhudurg und Ratnagiri, sowie aus Teilen des Distrikts Kolhapur im Süden von Maharashtra.

## Geschichte
Das Bistum Sindhudurg wurde am 5. Juli 2005 durch Papst Benedikt XVI. mit der Apostolischen Konstitution Ab oriente aus Gebietsabtretungen des Bistums Poona errichtet und als Suffragansitz dem Erzbistum Bombay unterstellt. Am 26. November 2006 errichtete der Papst die Kirchenprovinz Goa und Daman und ordnete Sindhudurg als einziges Suffragandiözese zu.

## Ordinarien
- Anthony Alwyn Fernandes Barreto (2005–2024)
  - Sedisvakanz seit dem 8. Oktober 2024